# Casey Camp-Horinek
Casey Camp-Horinek est une actrice, militante écologiste et représentante élue de la nation des Poncas d’Oklahoma. Elle est la gardienne du tambour héréditaire de la société des femmes, et lutte pour la protection des cultures autochtones d’Amérique du Nord.

## Combat écologique
Casey Camp Horinek est membre de la Nation des Poncas d'Oklahoma. À la fin du XIXe siècle, sa tribu a été déplacée de force par le gouvernement, devant abandonner ses terres d'origines pour rejoindre l'Oklahoma.
Plus d'un siècle plus tard, Casey Camp dénonce une nouvelle menace pour les Amérindiens : l'extraction d'énergies fossiles. Les terres du peuple Ponca ainsi situées en Oklahoma, sont particulièrement affectées par l’industrie minière qui y est implantée, et Casey Camp-Horinek fait état des conséquences environnementales et sanitaires de la présence de ces industries. Elle dénonce notamment la pollution des sols et des cours d’eau détruisant la faune et la flore de la région, en plus d’avoir des conséquences sur la santé des habitants. Elle déplore ainsi des cas de cancers, de déficiences immunitaires et de mort infantile dans les populations vivant à proximité des sites miniers. Malgré sa méfiance quant à la menace qui pèse sur les Amérindiens, elle précise que les peuples autochtones, "eux", savent comment survivre, et qu'il serait possible "de créer une transition juste vers des énergies renouvelables, où la vie pourrait continuer telle qu'elle est."
Casey Camp-Horinek souhaite qu’il n’y ait plus de séparation entre le monde animal et végétal, elle veut rédiger une constitution des droits fondamentaux de la nature. Pour elle et son peuple, tout est interconnecté. Elle enjoint donc les humains à regarder la nature comme quelque chose de personnifié, comme un sujet et non comme un objet. Elle prend l’exemple des entreprises et des organisations qui sont personnifiées, mises sur un piédestal pour des raisons économiques. Nous parvenons à les considérer comme des personnes alors qu’elles sont la cause des problèmes environnementaux actuels, et nous n’arrivons pas à attribuer la même considération à la nature, à laquelle nous devons nous reconnecter. C’est notamment pour cette raison qu’elle combat les énergies fossiles et encourage les gouvernements à adopter des énergies renouvelables.

### Lutte contre la raffinerie Phillips 66
La raffinerie Phillips 66, située à Ponca City dans l'Oklahoma, traite un mélange de pétroles bruts légers, moyens et lourds. La majeure partie du pétrole brut traité est acheminée par oléoduc en provenance d'Oklahoma, du Texas et du Canada. Les produits pétroliers sont ensuite expédiés par camion, par train et par pipeline vers les marchés de la région du Mid-Continent. La raffinerie produit une gamme complète de produits, comprenant de l’essence, du diesel et des carburants pour l’aviation, notamment du gaz de pétrole liquéfié (GPL). 
Afin d’extraire du pétrole de schiste, la raffinerie recourt à la fracturation hydraulique, un processus permettant de fissurer la roche afin de forer des puits horizontaux et d’atteindre les hydrocarbures. Or, ces forages peuvent provoquer des affaissements miniers, ce que souligne Casey Camp-Horinek en déclarant qu'énormément de tremblements de terre liés à ces forages sont à déplorer. L’exploitation des hydrocarbures engendre également une pollution de l’eau et de l’air, notamment due à des fuites de méthane dans le sol, dans les puits et lors du transport. Par ailleurs, le New York Times révélait en 2011 que les eaux rejetées lors des forages de gaz de schiste atteignent des taux de radioactivité 1 000 fois supérieurs aux limites autorisées,.
À ce sujet, Casey Camp-Horinek a déclaré que tous les êtres vivants avaient été touchés, et qu'aucune culture biologique n'était envisageable dans un rayon de plus de 12 km. Elle s’est par conséquent engagée contre la construction d’un pipeline sur le territoire du peuple Ponca.
Elle prévient le monde : l’histoire se répète de manière cyclique, mais face à la crise écologique, nous ne pouvons pas nous permettre de rester passifs et de reproduire nos erreurs. Elle cite les incendies de la forêt amazonienne comme exemple criant de l’exploitation de la nature par l’humain.

## Vision sur la colonisation
Pour elle, les Américains vivent une culpabilité commune et collective pour ce qu’ils ont infligé aux indigènes. Les Amérindiens ont besoin que les Américains descendant de colons reconnaissent leurs méfaits passés et présents. Les Américains reconnaissent la Shoah mais les Amérindiens ont été victimes d’autres génocides conséquents. Ils vivent constamment dans l’ombre de cette histoire. Casey Camp ne se sent pas entendue par les politiques et estime que les États-Unis n’ont pas reconnu leur responsabilité.
Elle pense que les médias ont un rôle crucial à jouer dans la reconnaissance de ces génocides, en donnant de la visibilité à ces problèmes. Dans un contexte de diffusion des fake news depuis l’élection de Donald Trump, elle encourage les médias à publier des informations justes, ayant une réelle importance.

### La culture indigène
Dans la culture indigène, la question de la possession des terres n’existe pas. Ils considèrent simplement que leur mère Nature leur a offert une terre pour vivre, qu’ils doivent respecter et chérir. La pensée des habitants des États-Unis est radicalement différente, car fondée sur le principe de possession : les États-Unis ont colonisé ces terres pour les exploiter. Les indigènes ne s’opposent pas à l’occupation de leurs terres par d’autres peuples, à condition que ces derniers respectent les lieux et la vie qui y est présente.

## Filmographie

### Cinéma
- 2009 : Barking Water : Irene
- 2013 : Winter in the Blood : Theresa First Raise
- 2014 : Behind the Door of a Secret Girl : Mme Thomson
- 2017 : The Mustanger and the Lady : Betty Redstockings
- 2021 : Asking for It : Fala
- 2021 : Montford : The Chickasaw Rancher : Granny Vicey

### Télévision

#### Séries télévisées
- 2021: Rutherford Falls : Mona
- 2021: Reservation Dogs : Grand-mère
- 2024: Avatar : le Dernier Maître de l'Air : Gran Gran (10 épisodes)

#### Téléfilms
- 1988 : The Trial of Standing Bear : une ponca itinérante
- 1993 : Geronimo : la mère de Goyahkla
- 1993 : La chaîne brisée : Mère du clan Oneida
- 1994 : Lakota Woman : Siege at Wounded Knee : Tante Elsie Flood
- 1999 : Lakota Moon : Pale Moon
- 2003 : DreamKeeper : Sky Woman